# Steenpoort (Pasłęk)
De Steenpoort (Pools: Brama Kamienna; Duits: Steintor) is een stadspoort in de Poolse stad Pasłęk (Duits: Preußisch Holland; Nederlands (verouderd): Pruisisch Holland). De gotische poort is een voorbeeld van baksteengotiek en staat op deze plek sinds 1329. De Steenpoort bestaat uit vijf verdiepingen. De poort maakt onderdeel uit van de stadsmuur van Pasłęk, welke verbonden was met het kasteel van Pasłęk. De stad beschikte over drie stadspoorten. Naast de Steenpoort bestaat tegenwoordig de Molenpoort nog.

## Afbeeldingen

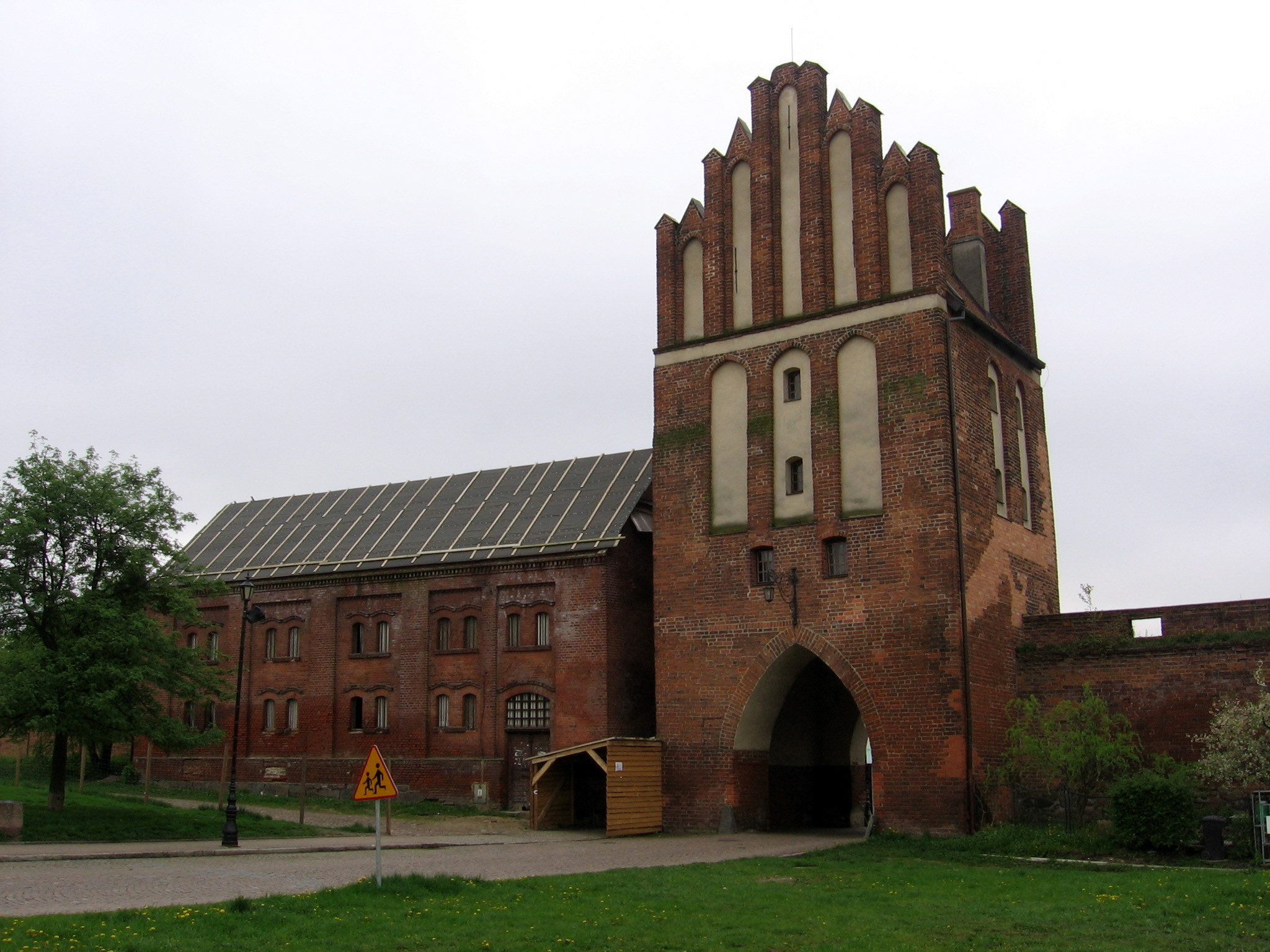
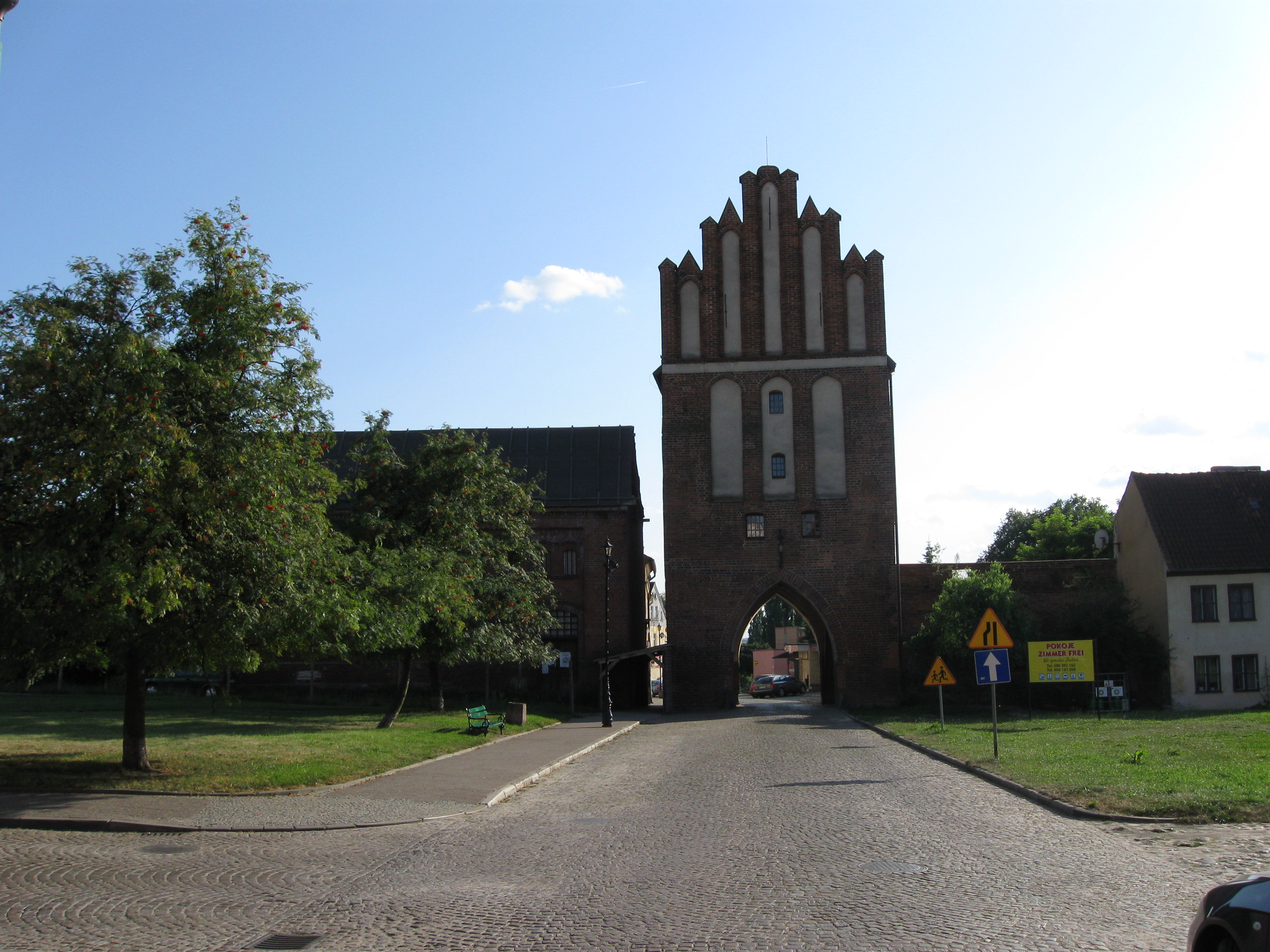
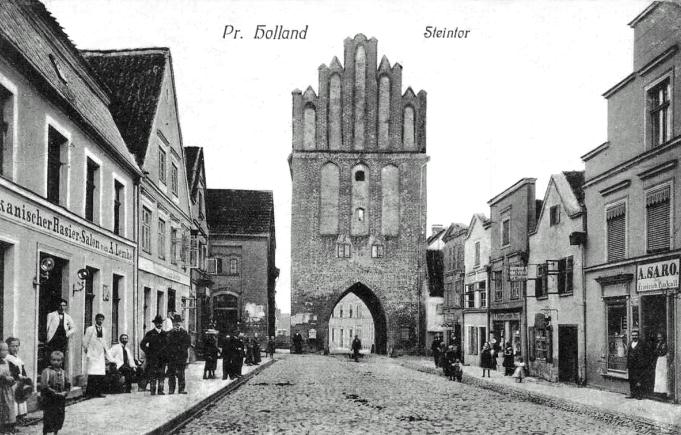